# Monumento de Filopapo
O Monumento de Filopapo (em grego: Μνημείο Φιλοπάππου; romaniz.: Mnēmeío Philopáppou) é um antigo mausoléu grego situado em Atenas, no cimo da colina das Musas (ou colina de Mouseion), também conhecida como colina de Filopapo ((Λόφος Φιλοπάππου)), a sudoeste da Acrópole. É dedicado a Caio Júlio Antíoco Epifânio Filopapo (em latim: Gaius Julius Antiochus Epiphanes Philopappus; Γάιος Ιούλιος Αντίοχος Επιφανής Φιλόπαππος; ou simplesmente Filopapo; 65—116 d.C.), um príncipe do Reino de Comagena.

## Origem
Filopapo morreu em 116 e a sua morte causou um grande desgosto à sua irmã, a poetisa Júlia Balbila, aos cidadãos de Atenas e possivelmente também à família imperial romana. Balbila e os cidadãos de Atenas erigiram em honra do defunto uma estrutura funerária em mármore na colina das Musas, perto da Acrópole, o qual é conhecido atualmente como Monumento de Filopapo. A colina também passou a ser conhecida como colina de Filopapo.
O filósofo grego Pausânias (Descrição da Grécia, I.25.8) descreve o grande túmulo de Filopapo como sendo um monumento construído para um sírio. O mausoléu encontra-se no mesmo local onde segundo a lenda foi enterrado Museu, um poeta, adivinho e sacerdote do século VI a.C. A localização do seu túmulo, dentro dos limites formais da cidade, demonstra o alto estatuto de Filopapo na sociedade ateniense.

## Descrição

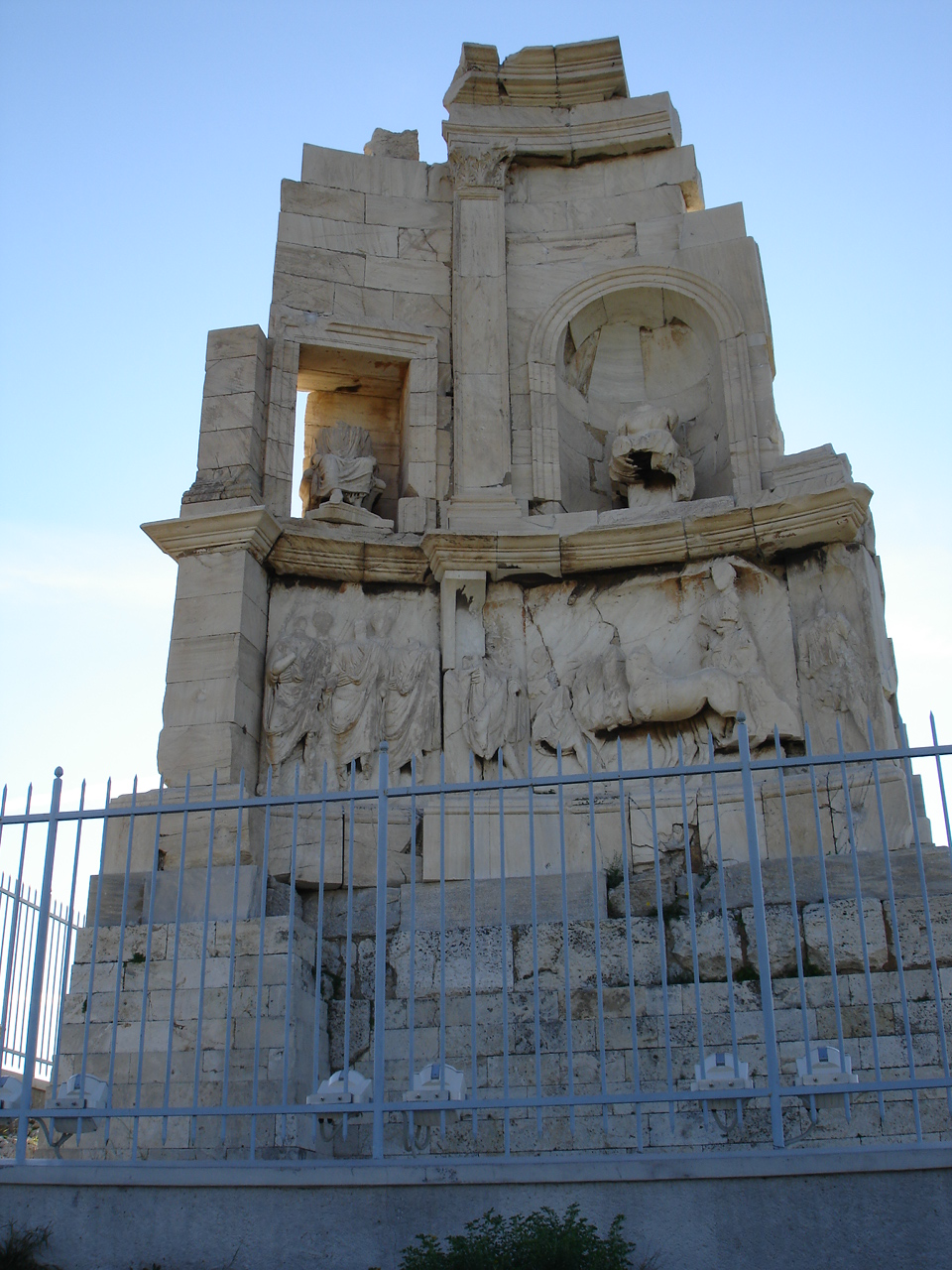
Fachada

O monumento é uma estrutura construída em  mármore pentélico com dois níveis com 9,8 por 9,3 metros e 12 m de altura. Assenta numa base em mármore poroso com 3,08 m de altura, revestido com placas de mármore himeciano.
No nível inferior há um friso onde Filopapo é representado como cônsul, em cima de uma carruagem e precedido por lictores. Na parte superior havia estátuas de três homens: Antíoco IV à esquerda, Filopapo ao centro e Seleuco I Nicátor à direita, esta última atualmente inexistente. No nicho por baixo de Filopapo há uma inscrição em grego: Φιλόπαππος Επιφάνους Βησαιεύς — «Filopapo, filho de Epifânio do demo dos Besa»; o nome de Filopapo como cidadão grego. No nicho à esquerda da estátua de Filopapo uma inscrição em latim regista os títulos de Filopapo, honrarias e a sua carreira como magistrado romano: «Caio Júlio Antíoco Filopapo, filho de Caio, da tribo dos Fabianos, cônsul e irmão arval, admitido à dignidade pretoriana pelo imperador César Nerva Trajano Ó(p)timo Augusto Germânico Dácico». No nicho à direita esteve outrora uma inscrição em grego da qual só resta a base, onde se lia: Βασιλέως Επιφανούς Αντιόχου — «Rei Antíoco Filopapo, filho do Rei Antíoco Epifânio». Esta inscrição homenageia Antíoco IV e o seu pai, o último governante independente de Comagena. Quando Antíoco III morreu em 17 d.C., Comagena foi anexada por imperador romano Tibério e passou a fazer parte do Império Romano.
Por baixo da estátua de Seleuco I, o fundador do Império Selêucida, de quem os reis de Comagena se reclamavam descendentes, havia outra inscrição, atualmente perdida. O viajante Ciríaco de Ancona escreveu nas suas memórias que na inscrição se lia: «Rei Seleuco Nicátor, filho de Antíoco». Na parte norte, o monumento há abundantes decorações arquitetónicas.

## Escavações
As primeiras escavações no monumento foram realizadas em 1898 e no ano seguintes foram empreendidas obras de conservação. Os arqueólogos H. A. Thompson and J. Travlos lideraram mais escavações em pequena escala. Em 1904 o monumento foi parcialmente restaurado. Investigações recentes permitem concluir que partes do monumento foram usadas para construir o minarete do Partenon.
Só restam dois terços da fachada. A câmara tumular, situada atrás da fachada, está completamente destruídas à exceção da base. Aparentemente o monumento manteve-se intacto até pelo menos o século XV, pois em 1436 Ciríaco de Ancona visitou o local e escreveu nas suas memórias que o edifício estava intacto.